# Sobriedade

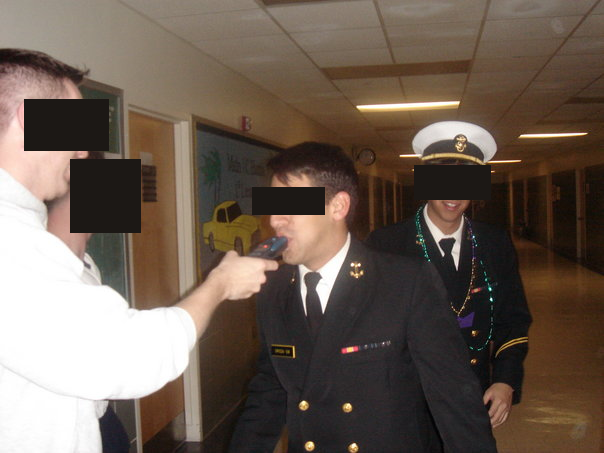
Um soldado da marinha é submetido a um teste aleatório de bafômetro para determinar se está sóbrio.

Sobriedade é a condição de não ter níveis ou efeitos mensuráveis de álcool ou outras drogas. Sobriedade também é considerada o estado natural de um ser humano dado no nascimento. Uma pessoa em estado de sobriedade é considerada sóbria. Em um ambiente de tratamento, a sobriedade é o objetivo alcançado de independência do consumo de álcool. Como tal, a abstinência sustentada é um pré-requisito para a sobriedade. No início da abstinência, os efeitos residuais do consumo de álcool podem impedir a sobriedade. Esses efeitos são rotulados como "PAWS" ou "síndrome pós-abstinência aguda". Alguém que se abstém, mas tem um desejo latente de retomar o uso, não é considerado verdadeiramente sóbrio. Um abstencionista pode estar subconscientemente motivado a retomar o consumo de álcool, mas, por várias razões, abstém-se (por exemplo, uma preocupação médica ou jurídica que impeça o uso). sobriedade tem significados mais específicos em contextos específicos, como a cultura de muitos programas de recuperação de uso de substâncias, a aplicação da lei e algumas escolas de psicologia. Em alguns casos, sobriedade implica alcançar "equilíbrio da vida".

## Programas de suporte à recuperação
Sobriedade pode se referir à ausência de efeitos imediatos ou residuais de qualquer substância que altere a mente. Coloquialmente, pode se referir a uma substância específica que é a preocupação de um programa específico de apoio à recuperação (por exemplo, álcool, maconha, opiáceos ou tabaco). "Limpo e sóbrio" é uma frase comumente usada, que se refere a alguém que tem um período prolongado sem álcool ou outras drogas em seu corpo.

## Organizações de temperança
Organizações do movimento da temperança encorajaram a sobriedade como sendo normativa na sociedade. A Woman's Christian Temperance Union dissemina literatura sobre como viver um estilo de vida sóbrio, enquanto organizações fraternas como a Ordem Independente dos Recabitas e a Organização Internacional dos Bons Templários fornecem um espaço para abstêmios se socializarem.

## Aplicação da lei
Testes de sobriedade em campo e testes de bafômetro são duas maneiras pelas quais os policiais costumam testar a sobriedade em um motorista bêbado ou alto. Nos EUA, esses "testes padronizados de sobriedade em campo" ficam a critério do oficial. Eles também podem administrar outros testes, incluindo exames de sangue e urina. Em outros países (por exemplo, na Holanda), apenas o bafômetro e o exame de sangue são usados. Testes padronizados que podem ser realizados nos EUA incluem:
- Teste de suporte de uma perna
- Teste de andar e virar
- Teste de HGN (olho) (teste de nistagmo do olhar horizontal)

Testes não padronizados incluem:
- Teste de Romberg
- Teste dedo-nariz
- Teste de contagem de dedos
- Teste de mão
- Teste de recitação do alfabeto
- Contando números para trás

Como esses testes dependem da cooperação do sujeito, o resultado final geralmente depende da interpretação do presidente. Existem muitos fatores que podem levar a imprecisões nos testes de sobriedade, incluindo condições ortopédicas ou neurológicas e fadiga.